# Circuito da Corniche de Gidá
O Circuito da Corniche de Gidá é um circuito de rua na cidade de Gidá, na Arábia Saudita, próximo ao mar Vermelho. Este circuito de rua foi projetado para receber o Grande Prêmio da Arábia Saudita, que foi realizado pela primeira vez em 5 de dezembro de 2021. O circuito foi projetado pelo arquiteto alemão Hermann Tilke.

## Provas disputadas e vencedores
| Ano  | Piloto         | Construtor          | Resumo   |
| ---- | -------------- | ------------------- | -------- |
| 2021 | Lewis Hamilton | Mercedes            | Detalhes |
| 2022 | Max Verstappen | Red Bull-RBPT       | Detalhes |
| 2023 | Sergio Pérez   | Red Bull-Honda RBPT | Detalhes |
| 2024 | Max Verstappen | Red Bull-Honda RBPT | Detalhes |
| 2025 | Oscar Piastri  | McLaren-Mercedes    | Detalhes |

### Por pilotos, equipes e países que mais venceram
|          |                |            |
| Vitórias | Pilotos        | Edições    |
| 2        | Max Verstappen | 2022, 2024 |
| 1        | Sergio Pérez   | 2023       |
| 1        | Lewis Hamilton | 2021       |
| 1        | Oscar Piastri  | 2025       |

|          |            |                  |
| Vitórias | Construtor | Edições          |
| 3        | Red Bull   | 2022, 2023, 2024 |
| 1        | Mercedes   | 2021             |
| 1        | McLaren    | 2025             |

|          |               |            |
| Vitórias | País          | Edições    |
| 2        | Países Baixos | 2022, 2024 |
| 1        | México        | 2023       |
| 1        | Reino Unido   | 2021       |
| 1        | Austrália     | 2025       |

## Pista
O Circuito Corniche de Gidá, que fica a 12km do centro da cidade de Gidá, é composto por 27 curvas e tem 6,175 km de comprimento por volta, fazendo dele o segundo maior traçado da temporada de 2021, atrás apenas de Spa-Francorchamps, que tem 7,004 km. Assim como em outros circuitos do calendário, a exemplo de Singapura, Barém e Abu Dabi, a corrida na pista de Gidá é realizada à noite, sob as luzes de milhares de refletores. O circuito foi projetado com a expectativa de que os carros consigam completar uma volta com velocidade média de 250 km/h, fazendo da pista de Gidá o circuito de rua mais rápido do calendário e um dos mais rápidos em geral. Monza, o mais veloz, tem recorde de velocidade média de 264,4 km/h. Apesar do fato de ser um circuito de rua, estreito e com poucos pontos de ultrapassagem, a categoria afirma que há o potencial para três zonas de DRS (asa móvel), o que pode facilitar as disputas por posições. Após enfrentar várias problemas durante a realização da primeira corrida e ser motivo de críticas, o circuito passou por algumas mudanças para a corrida de 2022.